# آرماند پوتسیسه
آرماند پوتسیسه (انگلیسی: Armand Putzeys; ۳۰ نوامبر ۱۹۱۶ – ۲۱ نوامبر ۲۰۰۳) دوچرخه‌سوار اهل بلژیک بود.
وی در مسابقات کشوری و بین‌المللی در مجموع برندهٔ ۱ مدال برنز شده‌است.